# 條尾真唇脂鯉
條尾真唇脂鯉（学名：Semaprochilodus taeniurus）為輻鰭魚綱脂鯉目脂鯉亞目鯪脂鯉科的其中一個種，分布於南美洲亞馬遜河中部及其支流流域，體長可達27.2公分，棲息在底中層水域，生活習性不明，可做為食用魚及觀賞魚。